# Libava
Libava (též Velká Libava) je vodní tok ve Slavkovském lese v Karlovarském kraji, pravostranný přítok Ohře. Je dlouhý 22,0 km a je nejdelším vodním tokem na území Slavkovského lesa. Plocha jeho povodí měří 68,6 km2.
Správcem toku je státní podnik Povodí Ohře.

## Průběh toku
Potok pramení v katastrálním území Mariánské Lázně asi jeden kilometr severovýchodně od vrcholu Vlčinec (871 m n. m.) v nadmořské výšce kolem 840 metrů. Nejprve teče na jih, ale po několika stech metrech se otočí na severozápad, přijme vodu Černého potoka a teče okolo odvalů z doby těžby uranových rud. U osady Lazy míjí bývalý Kasprův mlýn, od kterého teče na sever. Pod bývalým Kasprovým mlýnem a Dolními Lazy roste v okolí potoka mnoho mohutných smrků, z nichž nejmohutnější je Sychravův smrk s obvodem kmene 490 cm.
Protéká zaniklou osadou Dolní Lazy, u které zprava přibírá potok Mřínek a později také zprava potok Rabůvku a vtéká do vodní nádrže Rovná. Z ní pokračuje ještě 1,5 km k severu.
Poté se potok stáčí na západ a nad pravým břehem míjí Kostelní Břízu. Východně od osady Dvorečky vtéká do obory Studánka a lesnatým údolím pokračuje znovu k severu. Za oborou podtéká dálnici D6, kde překračuje hranici Sokolovské pánve, obtéká obec Libavské Údolí a v nadmořské výšce 415 metrů se vlévá zprava do Ohře. Ještě před Libavským Údolím přijímá levostranný přítok Malou Libavu.
Nad soutokem Velké a Malé Libavy se nachází ostroh se zbytky zaniklého středověkého městečka a hradu ztotožňovaného se jménem Kager.

### Větší přítoky
- Mřínek – dříve Gründelbach později Údolní potok (pravostranný)
- Rabůvka – dříve Rababach (pravostranný)
- Malá Libava (levostranný)

Kromě uvedených má Velká Libava mnoho drobných a nepojmenovaných přítoků.

## Vodní režim
Průměrný průtok v ústí je 0,7 m3/s.

## Mlýny na Libavě
Podél Velké Libavy se nacházelo mnoho mlýnů a hamrů, v roce 1838 se jich zde uvádí celkem dvanáct. Na tak malém území to bylo skutečně hodně.
První mlýnem na toku byl Kasperův mlýn v Horních Lazech. První zmínku o něm najdeme v Tereziánském katastru z roku 1748. Mlýn sloužil především jako pila. Nedaleko od něj stál Hornolazský mlýn, který sloužil jako mlýn na mletí obilí. Třetím v pořadí v Horních Lazech byl Železný mlýn, jeden z nejstarších mlýnů na Velké Libavě. Mezi Horními a Dolními Lazy stál Starkův mlýn, který v roce 1838 koupil Karel Josef Stark a využíval jej ke zpracování železa. Kolem břehu se v místě pozůstatků mlýna nachází zbytky železného materiálu a strusky po zpracovávání surového železa. Uprostřed dnešní obory Studánka se nacházel Hallerův mlýn, který vždy sloužil jako pila. V zaniklé osadě Bystřina využíval vodu Velké Libavy Dorschnerův mlýn, který patřil k nezajímavějším mlýnům na toku. Jeho posledním majitelem byl Franz Neumann, který nechal v roce 1926 (jiný zdroj uvádí rok 1900 ) prokopat ve skále přes ostroh potoka asi 200 m dlouhý tunel z náhonu mlýna pro pohon pily. Tato vodní štola nyní odvádí vodu Velké Libavy pro malou vodní elektrárnu. Naproti mlýnu, na druhé straně současné silnice, se rozkládal malý rybník, který patřil k mlýnu. Ten je však již zarostlý křovím. Od roku 2016 je území zarůstajícího rybníčku s množstvím mrtvých stromů chráněno jako Evropsky významná lokalita s pojmenováním Močál u Bystřiny.
Osud mlýnů byl podobný. Po skončení po druhé světové války došlo nejprve k opuštění mlýnů po odsunu německého obyvatelstva a jejich zkázu dokončilo začlenění území do vojenského výcvikového tábora v prostoru Slavkovského lesa. Objekty často sloužily jako cíl pro dělostřelectvo. Při opuštění prostoru byly srovnány se zemí. Co nestihla armáda, dokončila příroda. Někde se z původních mlýnů zachovaly zbytky obvodových zdí a základy sklepů, většinou vše zarostlé bujnou vegetací.

## Galerie

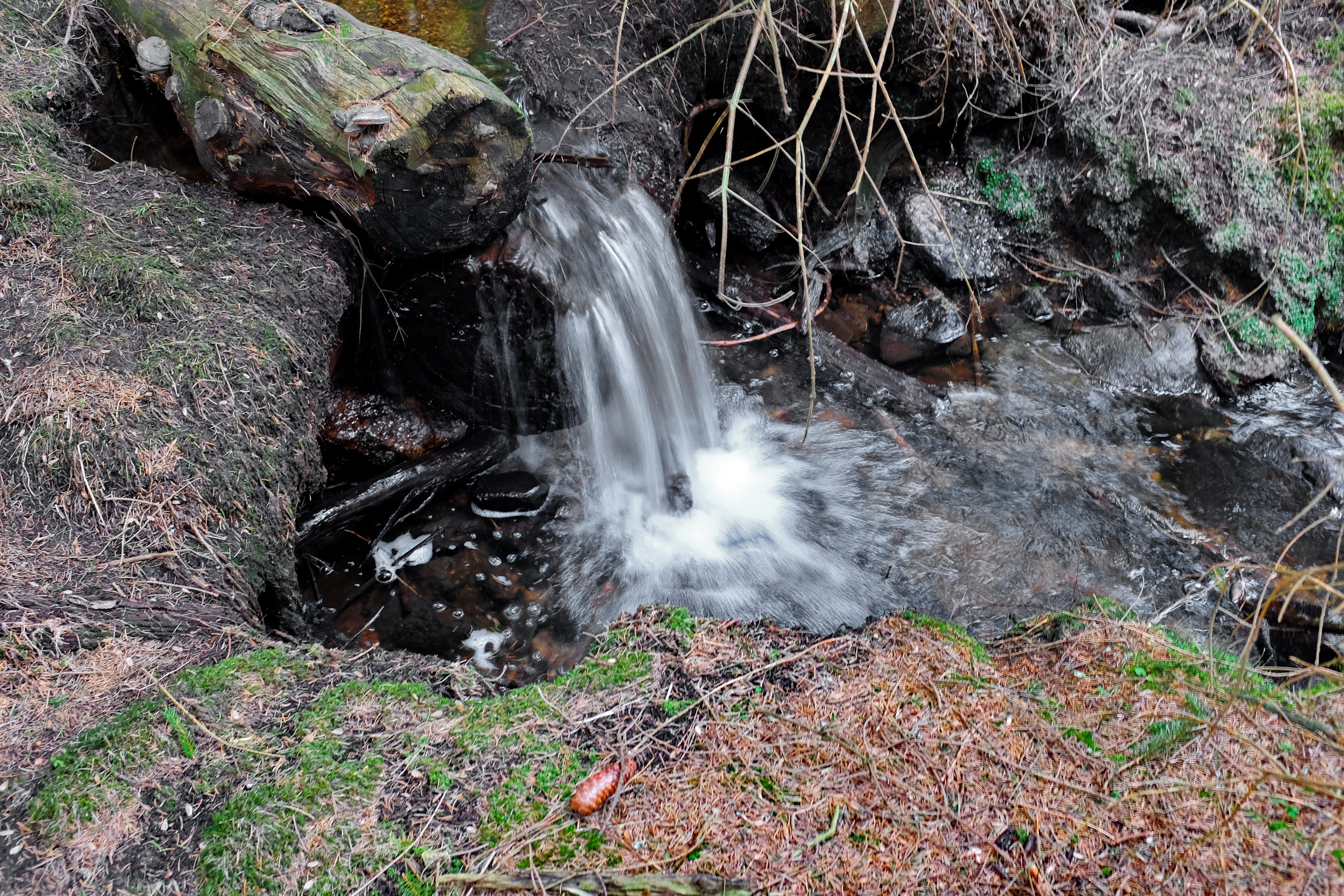
Nedaleko prameniště u Kladské
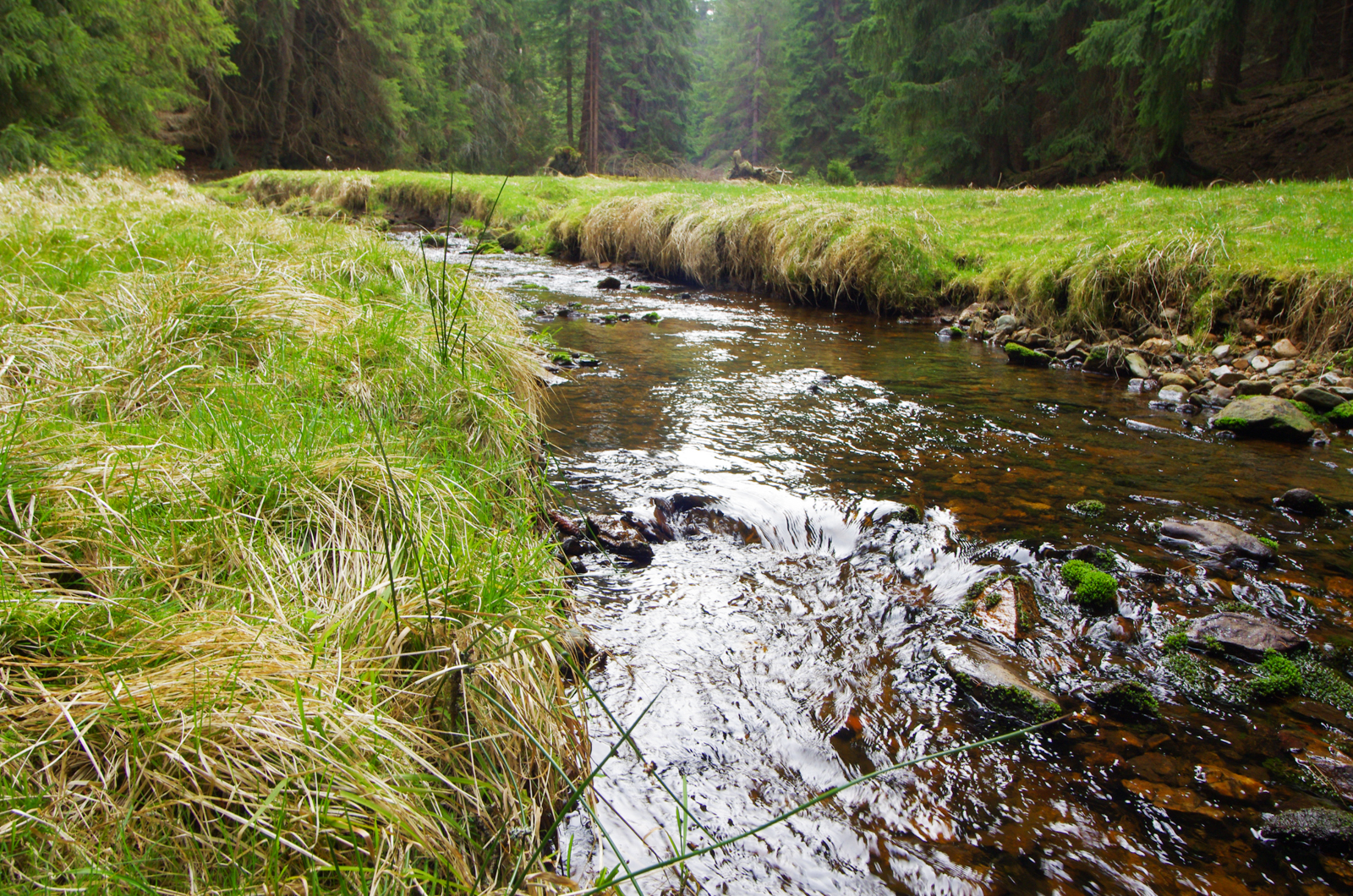
U zaniklých Dolních Lazů
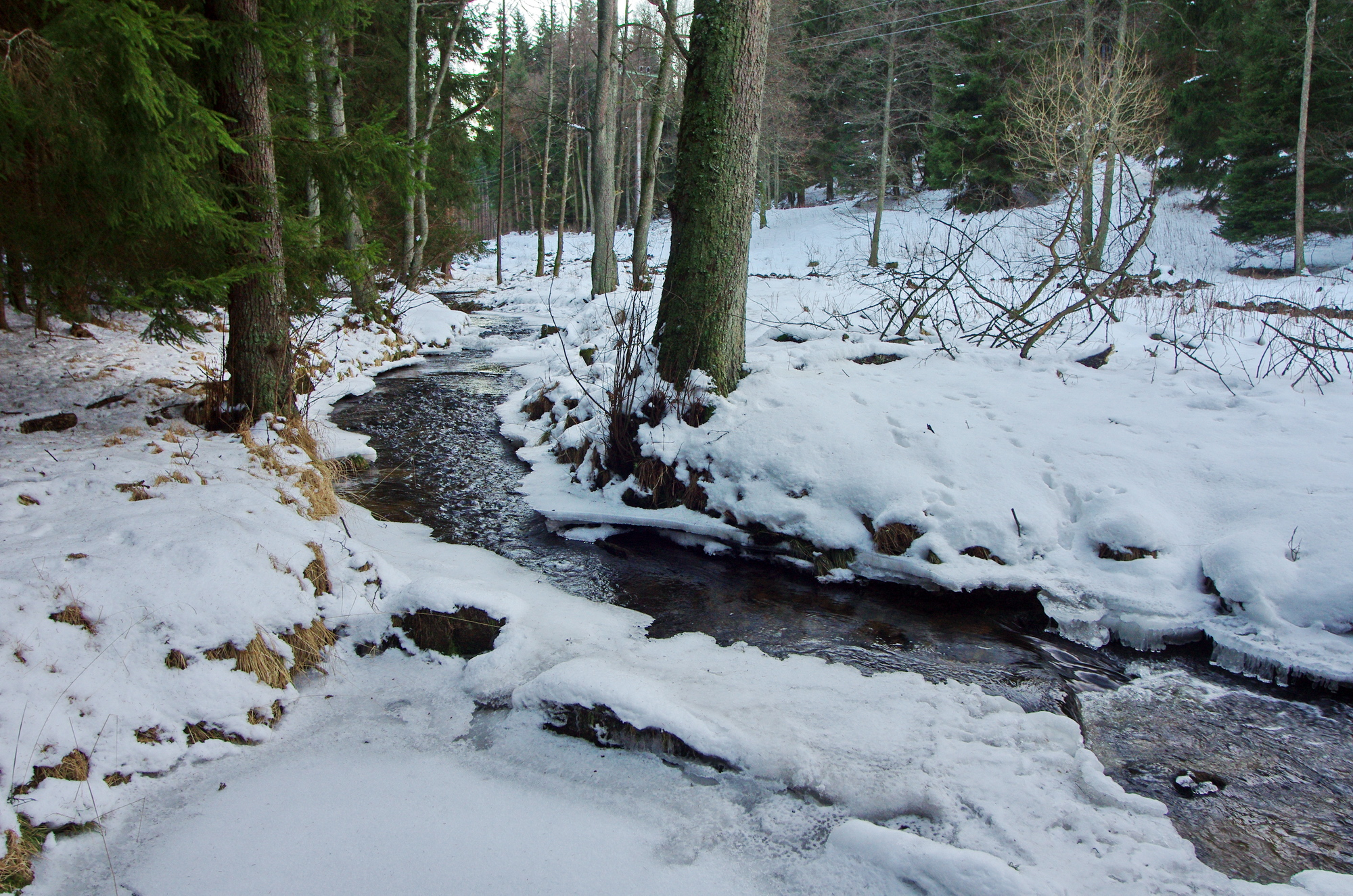
U zaniklé Krásné Lípy
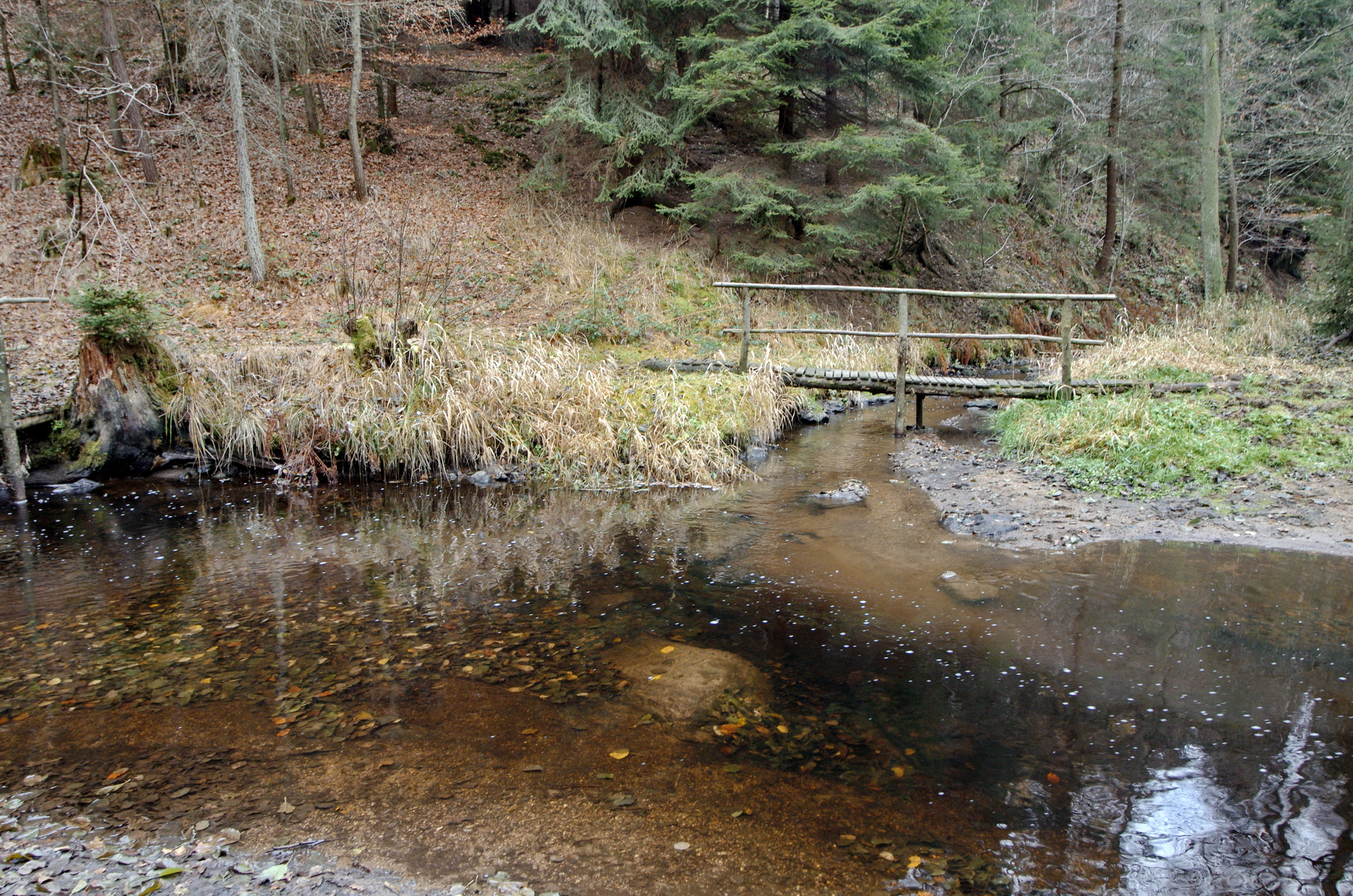
Soutok s Malou Libavou
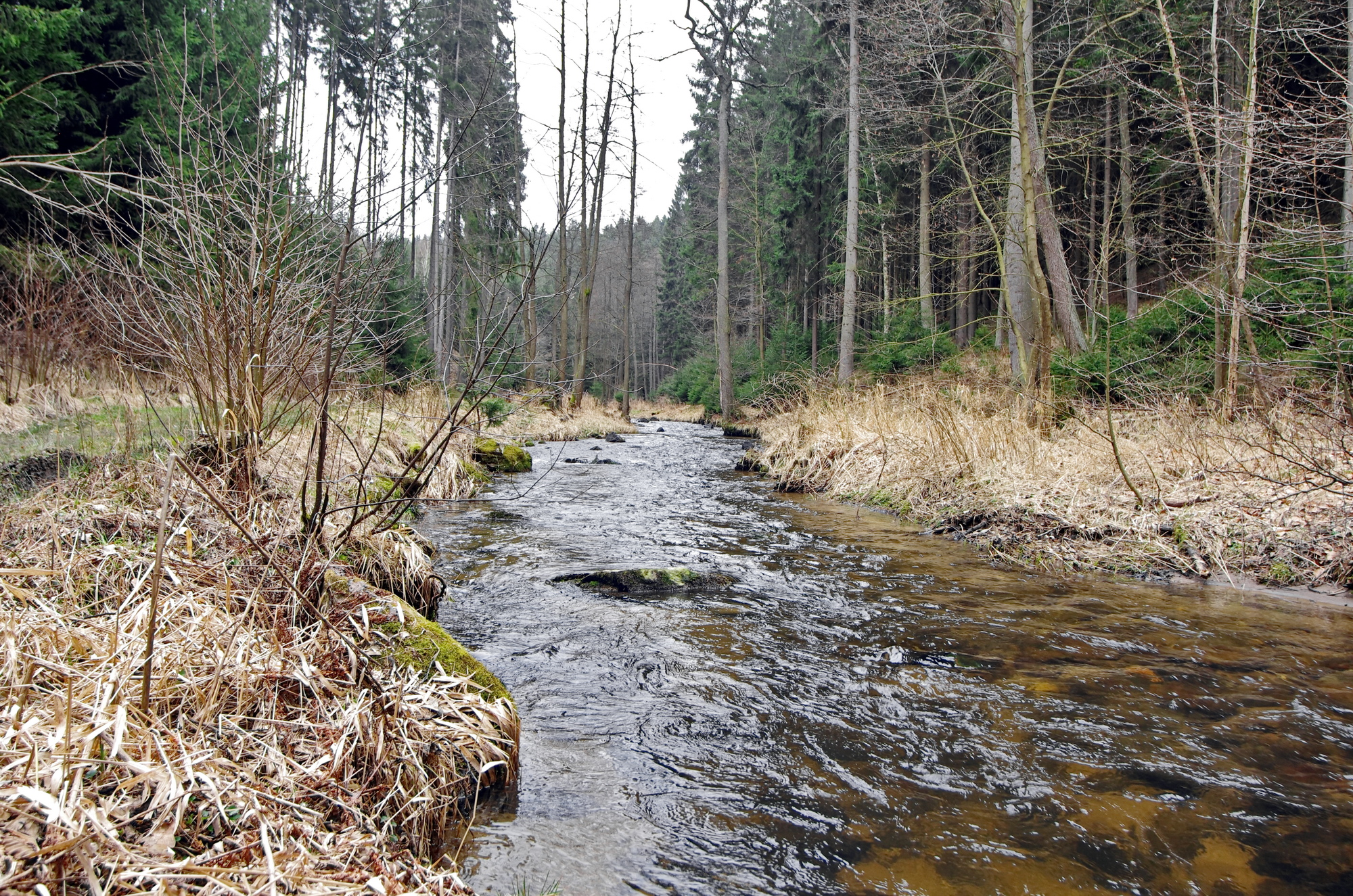
U Libavského Údolí
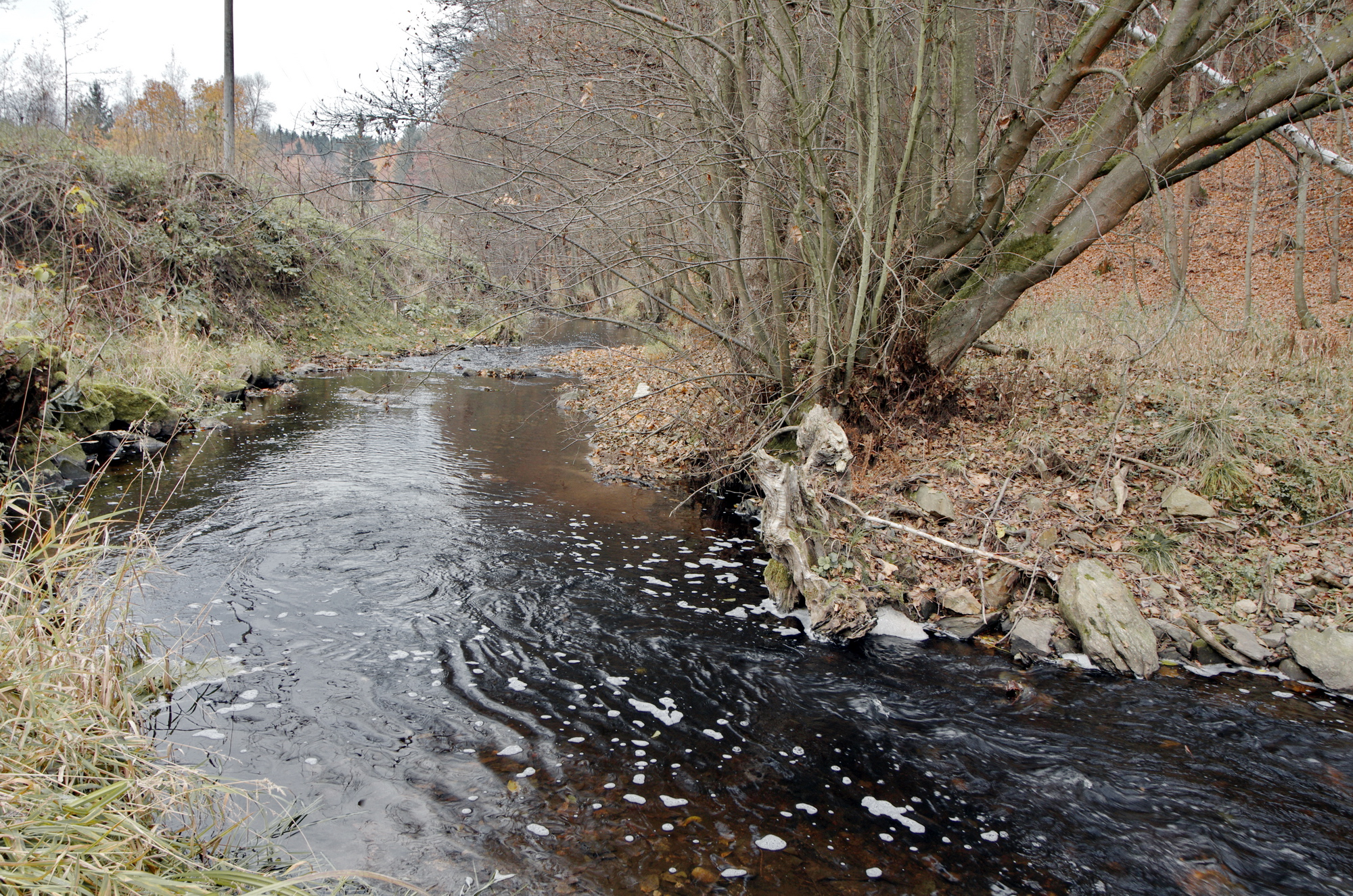
V Libavském Údolí